# Secrétariat général de la Mer (France)
Le secrétariat général de la Mer (SGMer) est un organisme interministériel placé sous l'autorité du Premier ministre français. Il est chargé de coordonner les actions de l'État en mer, ce qui concerne une quinzaine de départements différents. Depuis 2025, le secrétaire général est Xavier Ducept.
Il exerce une mission de contrôle, d'évaluation et de prospective en matière de politique maritime et veille à ce que la politique maritime du gouvernement soit conçue en étroite concertation avec l'ensemble des acteurs du monde maritime.
En métropole, il anime et pilote l'action des préfets maritimes et, dans les Outre-mer, celle des délégués du Gouvernement pour l'action de l'État en mer.
Cinq autres secrétaires généraux gouvernementaux existent : le secrétariat général de la Défense et de la Sécurité nationale, le secrétariat général du Gouvernement et le secrétariat général des Affaires européennes, secrétariat général à la Planification écologique et le secrétariat général pour l'Investissement.

## Historique
En août 1978, la Mission interministérielle de la mer (MISMer) ainsi qu'un Comité interministériel de la mer (CIMer) sont créés.
La MISMer est placée sous l'autorité du Premier ministre. Elle prépare les délibérations du CIMer, suit l'exécution des décisions prises sous l'autorité du Premier ministre, et en liaison avec les ministères concernés et les organismes correspondants, veille, à l'échelon central, à la coordination de l'action de l'État en mer.
En 1995, la MISMer est remplacée par le secrétariat général de la Mer (SGMer). Ce dernier reste sous l'autorité du Premier ministre et devient l'élément essentiel de la coordination de l'action de l'État en mer.

## Organisation
Le SGMer est dirigé par un secrétaire général de la Mer nommé par décret en Conseil des ministres, assisté d'un secrétaire général adjoint, nommé par arrêté du Premier ministre, sur proposition du ministre de la Défense.
Le secrétaire général de la Mer est assisté de chargés de missions, fonctionnaires ou agents publics détachés ou mis à sa disposition par plusieurs ministères ou établissements publics compétents dans le domaine maritime, ce qui lui permet d'assurer son rôle interministériel de manière optimale.
Les secrétaires généraux ont été successivement :
- Didier Quentin (novembre 1995 – juin 1997)[a]
- Paul Roncière (d) (août 1997 – juin 2002)[b]
- Jean-René Garnier (d) (août 2002 – novembre 2004)[c]
- Xavier de La Gorce (d) (novembre 2004 – novembre 2008)[d]
- Jean-François Tallec (d) (novembre 2008 – décembre 2011)[e]
- Michel Aymeric (d) (janvier 2012 – juin 2016)[f]
- Vincent Bouvier (juin 2016 – janvier 2019)[g]
- Denis Robin (janvier 2019 – septembre 2022)[h]
- Didier Lallement (septembre 2022 – décembre 2024)[i]

## Missions

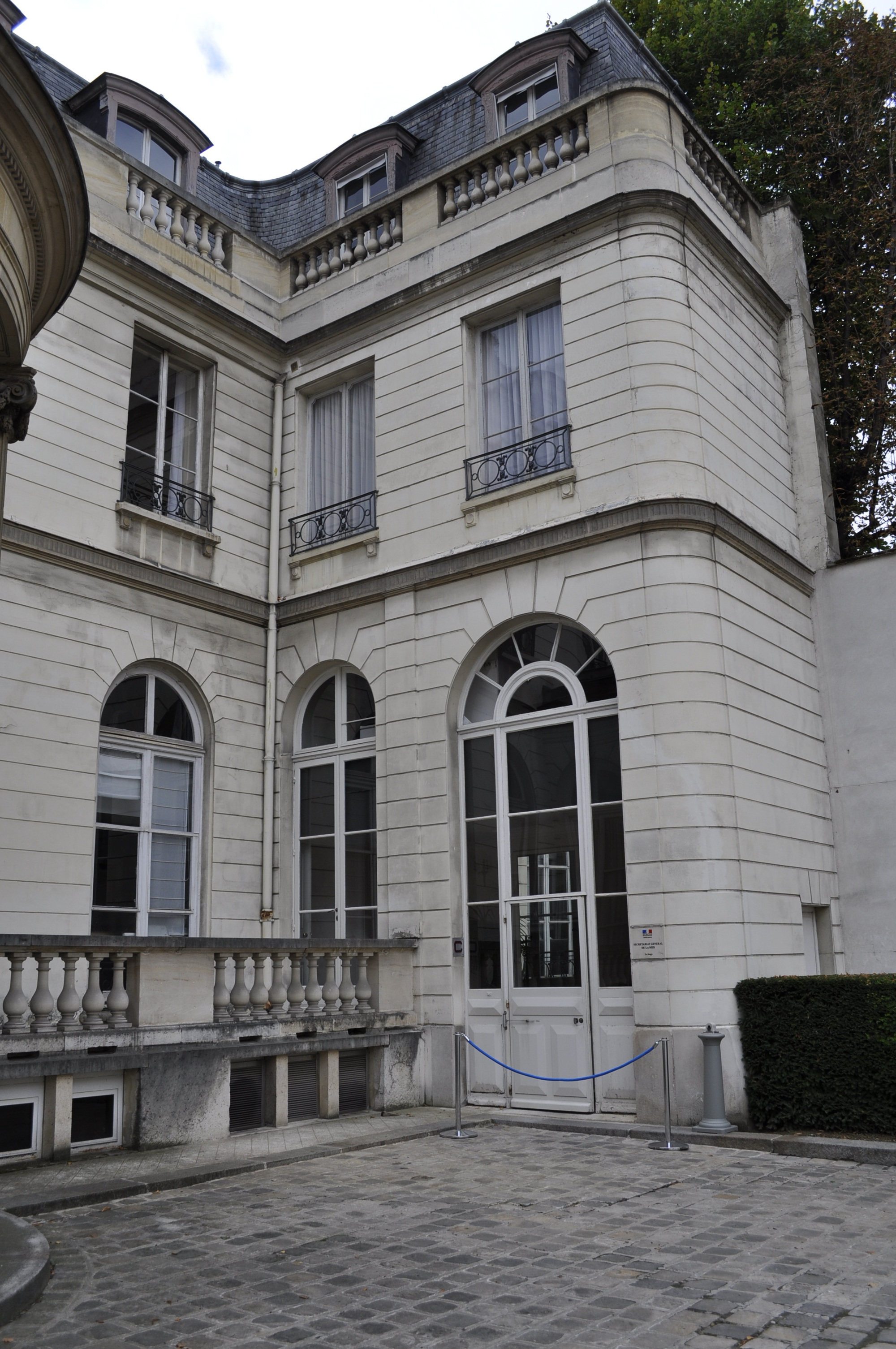
Entrée du secrétariat général de la Mer à l'hôtel de Clermont en 2015.

Le décret no 95-1232 du 22 novembre 1995 modifié pose les missions et les domaines de compétence du secrétariat général de la Mer.
Le SGMer tient un rôle important dans la définition de la politique maritime de la France. Il anime et coordonne les travaux d'élaboration de la politique du gouvernement en matière maritime (art. 4 § 1). Par ailleurs, il exerce une mission de contrôle, d'évaluation et de prospective en matière de politique maritime (art. 4 § 2). Le SGMer assure la coordination du suivi des textes relatifs à la mer et en propose les adaptations nécessaires, compte tenu de l'évolution du droit international et communautaire en cette matière. De ce fait, le Livre bleu : Stratégie nationale pour la mer et les océans s'inscrit dans le développement de la politique maritime européenne.
« Sous l'autorité directe du Premier ministre, et en liaison avec les ministères et les organismes compétents, le secrétariat général de la Mer veille à l'échelon central à la coordination des actions de l'État en mer » (art. 4 § 3).
L'action de l'État en mer recouvre aujourd'hui plus de 45 missions (lutte contre les pollutions, combat contre la pêche illégale, sécurité du transport maritime et sauvetage en mer, sûreté maritime et portuaire, lutte contre l'immigration clandestine et contre les narcotrafics, lutte contre le pillage de biens culturels maritimes…) et implique plus de dix départements ministériels. Le dispositif français d'action de l'État en mer repose sur deux fondements : la coordination entre administrations disposant de compétences et de moyens en mer et l'implication du ministère de la Défense. Il revient au SGMer d'assurer cette mission de coordination. Par ailleurs, le SGMer doit animer et coordonner l'action des préfets maritimes, ainsi que celle des délégués du gouvernement exerçant les mêmes attributions outre-mer, et ce, « en tant que de besoin », par l'intermédiaire de directives émanant du secrétaire général.
Annuellement, le SGMer révise le schéma directeur des moyens qui participent à l'action de l'État en mer à partir des besoins exprimés par les différents acteurs de terrain.
Par ailleurs, il :
- participe à l'étude ou à la promotion des règlements internationaux ou nationaux régissant la mer, notamment les dispositions qui concernent la sécurité et la prévention de la pollution ;
- établit chaque année un rapport au Premier ministre sur la politique maritime et sur la coordination des actions de l'État en mer.

Le secrétariat général de la Mer assure la préparation et veille à l'exécution des décisions prises lors du Comité interministériel de la mer (CIMer), qui réunit périodiquement sous la présidence du Premier ministre tous les ministères qui traitent de questions maritimes (économie, affaires étrangères, défense, industrie, environnement, outre-mer, budget, équipement, transports, collectivités locales, pêche, tourisme, aménagement du territoire, recherche et en tant que besoin les autres membres du gouvernement). Le Comité interministériel de la mer du 8 décembre 2009, annoncé par le Président de la République dans son discours du Havre le 16 juillet 2009, marque un véritable tournant dans l'approche qu'a la France de sa stratégie maritime et littorale. Avec ce CIMer, le gouvernement a lancé le vaste chantier de la construction d'une politique maritime portée par l'adoption du Livre bleu.

## Action du secrétariat général de la Mer au service des objectifs duLivre bleu
Le 8 décembre 2009, le Comité interministériel de la mer a réuni, sous la présidence du Premier ministre, le ministre de la Défense, le ministre chargé de l'Outre-mer, le secrétaire d'État chargé des Transports, le secrétaire d'État chargé de l'Écologie et le secrétaire général de la Mer. Le CIMer a adopté le Livre bleu : Stratégie nationale pour la mer et les océans qui fixe les grandes orientations stratégiques nationales pour la mer et le littoral. Ce Livre bleu, demandé par le Président de la République dans son intervention du Havre sur la politique maritime de la France, consacre le choix d'une politique maritime intégrée et s'inscrit dans le développement de celle de l'Union européenne. Il réaffirme la place internationale de la France, présente sur les quatre océans. À partir des lignes directrices que le Livre bleu et les conclusions du Grenelle de la mer esquissent pour les actions futures, il reste désormais à définir dans les très nombreux domaines concernés, des objectifs précis et le calendrier associé, mais aussi à préciser les responsabilités et les moyens à mettre en œuvre : ce travail doit mobiliser le gouvernement, en liaison avec les collectivités territoriales, le monde maritime et la société civile. Par la suite, à l'échelle de chaque bassin et chaque façade maritime, en métropole comme en outre-mer il s'agit pour le secrétariat général de la Mer de décliner les orientations de la nouvelle stratégie nationale. Réalisée en liaison avec les collectivités territoriales cette déclinaison permettra le développement de politiques intégrées à l'échelle infra-nationale.

### Investir dans l'avenir
Dans une démarche d'investissement durable, il faut mieux connaître pour mieux gérer.
La protection de l'environnement marin et l'aménagement durable du littoral et des espaces côtiers sont des enjeux fondamentaux. Priorité nationale, la protection vise notamment à réduire l'impact des activités sur le milieu marin et littoral. Les zones côtières doivent faire l'objet d'une prévention accrue des risques.
Investir dans l'avenir signifie également investir dans les hommes en éduquant et en formant aux métiers de la mer pour répondre aux besoins actuels et futurs d'une société qui doit être sensible aux enjeux de la mer.
Le SGMer, en lien avec les ministères, structure les réseaux des opérateurs chargés de la connaissance de la mer et du littoral dans une approche « optimisée » des ressources et veille au partage de la connaissance afin qu'elle serve les politiques publiques et réponde ainsi aux enjeux de protection et de prévention des risques sur l'environnement ou sur les populations.
Le SGMer contribue à mettre en œuvre une approche intégrée de la recherche qui implique de poursuivre simultanément plusieurs objectifs et de réaliser la coordination des acteurs et des moyens (notamment des moyens lourds comme la flotte océanographique).
Il participe à la définition des priorités de la recherche dans le domaine maritime, notamment par ses travaux de prospective en liaison avec le Centre d'analyse stratégique.
Cette fonction de coordination et de représentation interministérielle se concrétise par sa présence dans de nombreux conseils d'administration d'établissements publics et parapublics (SHOM, IFREMER, CEDRE).

### Développer une économie durable de la mer
La mer est riche en ressources biologiques, minérales et énergétiques. Leur exploitation ne peut se faire que par une gestion durable relevant de l'État et des collectivités compétentes.
La mer offre des potentialités de développement majeures pour la France.
Ce développement s'appuie sur les politiques sectorielles (énergie, transport, pêche, construction navale, ports…) qu'il convient de traiter selon une approche transversale afin de limiter les conflits intersectoriels.
Le SGMer conseille le Premier ministre, lui donnant une vision transverse de problèmes souvent pris en charge par une administration en particulier.
Il participe à la mise en réseau d'acteurs économiques maritimes notamment sur des problématiques émergentes comme les énergies renouvelables marines, les autoroutes maritimes, la création d'une filière de démantèlement des navires, la gestion durable des ports…
Le lancement en janvier 2017 du Comité France Maritime, associant les différents secteurs de l'économie maritime aux régions françaises sous l'autorité du secrétaire général de la Mer et du président du cluster maritime français, répond à cet objet de développement de l'économie maritime.

### Affirmer la place de la France dans le contexte international
La France a des responsabilités internationales importantes qui se traduisent par des droits et des obligations qu'elle entend assumer pleinement.
Pour y parvenir, la France doit être présente sur la scène internationale, sur les bassins ou façades maritimes qui la bordent par une démarche proactive au sein des conventions de mers régionales. Cette politique internationale doit également soutenir la construction de la politique maritime européenne en exerçant pleinement ses responsabilités.
Le SGMer contribue à la définition de la politique internationale portée le ministère des Affaires étrangères notamment dans la phase de consolidation des propositions nationales.
Le SGMer est l'interlocuteur de la Commission européenne (DG Mare) en tant que point focal pour la politique maritime européenne.

### Promouvoir la dimension maritime des outre-mers
Les immenses zones maritimes françaises dans les quatre océans lui permettent d'agir dans de nombreuses instances internationales où se traitent des questions maritimes.
La France a l'exclusivité de l'exploitation des ressources dans les zones économiques Outre-mer mais a aussi l'obligation de protéger un environnement exceptionnel. Les objectifs de la politique maritime nationale doivent donc intégrer pleinement les objectifs pour l'Outre-mer ; ils doivent être élaborés en liaison étroite avec les collectivités territoriales ultramarines.
Pour le compte du Premier ministre, le SGMer veille à la prise en compte des orientations fixées par le gouvernement dans les politiques territoriales outre-mer en liaison avec les autorités déconcentrées et les administrations compétentes.

### Fonction garde-côtes
Afin de donner corps à la nouvelle ambition maritime affichée de la France, le Premier ministre et le Comité interministériel ont également adopté une série de mesures concrètes. Parmi elles, la mesure phare est d'avoir retiré la fonction « garde-côtes » à la Marine nationale et aux préfets maritimes, et d'avoir recréé un nouveau service civil placée sous l'autorité du Premier ministre et mise en œuvre par le secrétaire général de la Mer. « En créant la fonction “garde-côtes”, la France répond d'abord au souci de l'Europe de mettre en place une politique maritime intégrée. La fonction “garde-côtes” matérialise les moyens dont l'État dispose pour assurer l'ensemble des missions de son action en mer » (extrait du Livre bleu). De leurs côtés, les Garde-Côtes des douanes françaises et la Gendarmerie maritime continuent à exister sous les tutelles respectives du ministère des Finances et des Armées.
La réforme de la fonction de « garde-côtes » sur le modèle des États-Unis doit permettre de renforcer la coopération interministérielle et inter-administrations. Fondée sur des critères d'efficience et d'économie des ressources, cette adaptation doit faciliter un pilotage plus performant d'une organisation qui a fait ses preuves sur le terrain. La création de cette nouvelle fonction s'accompagne de la création d'un Comité directeur de la fonction « garde-côtes » et d'un Centre de suivi et d'analyse de la situation maritime mondiale qui agit au profit des autorités et de l'ensemble des administrations ou services. La Polynésie française est le théâtre d'expérimentation d'un centre unique d'action de l'État en mer.